# Emil Rathenau

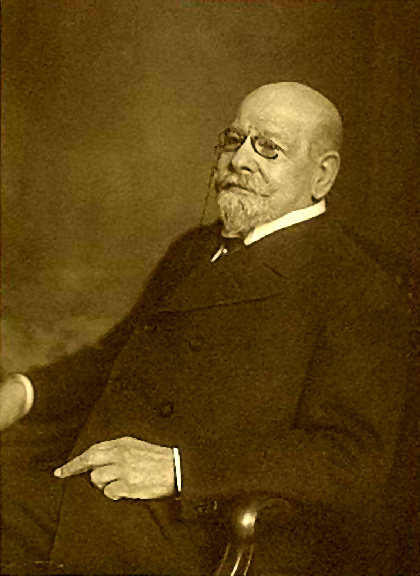
Emil Rathenau fotograferad av Nicola Perscheid.

Emil Rathenau, född 11 december 1838 i Berlin, död där 20 juni 1915, var tysk-judisk ingenjör och industriman, känd som grundare av AEG. Han var far till industrimannen och politikern Walther Rathenau.
Rathenau studerade ingenjörsvetenskap i Hannover och vid ETH Zürich, och var därefter under en period praktiskt verksam i Tyskland och Storbritannien. Han övertog och ledde 1866-1873 Webers maskinfabrik i Berlin, studerade sedan en tid i USA och införde vid sin återkomst därifrån telefonen och Thomas Alva Edisons elektriska glödlampa till Tyskland. Rathenau medverkade vid upprättandet av Tysklands telefonväsen och grundade 1887 företaget Allgemeine Elektrizitäts-Gesellschaft (AEG), där han var teknisk ledare, och var från början även chef för det av honom grundade elektricitetsverket i Berlin. Inledningsvis samarbetade AEG med Siemens, men ganska snart övergick förhållandet mellan de två företagen till rivalitet.
Rathenau verkade outtröttligt för att försöka utvidga användningsområdet för elektriciteten och för att expandera den elektriska industrin. Han var under flera decennier en av den tyska industrins främsta gynnare och genom initiativ och verksamhetsdrift mångdubblade han Tyskland fabriksrörelse och hjälpte till att föra fram landet till en ledande position inom hans område. Utvecklingen av bland annat maskintekniken, den elektriska belysnings- samt spårvägs- och järnvägsindustrin och den trådlösa telegrafin styrdes i hög grad av Rathenau och hans företag.